# Paraliochthonius hoestlandti
Paraliochthonius hoestlandti är en spindeldjursart som beskrevs av Max Vachon 1960. Paraliochthonius hoestlandti ingår i släktet Paraliochthonius och familjen käkklokrypare. Inga underarter finns listade i Catalogue of Life.